# Les Têtes Raides
Les Têtes Raides es un grupo de música francés que fusiona sonoridades de circo moderno, poesía, pintura y teatro. En el escenario, logran un color musical especial a través del humor, la emoción, y recrean con el juego de luces un ambiente acogedor de cabaret. 
Su universo musical se encuentra a medio camino entre el rock alternativo, el bal musette y la canción realista ―género del principio del siglo XX que trata temas dramáticos, a menudo inspirados de la vida cotidiana en los barrios parisinos, cuya máxima exponente sería Édith Piaf. 
Sobre una música falsamente simplona, la voz profunda de Christian Olivier interpreta letras a veces crudas y con un omnipresente humor negro. Reconocidos por la prensa especializada, Les Têtes Raides recorre cada año todo el territorio francés ofreciendo más de 200 conciertos en recintos siempre abarrotados.

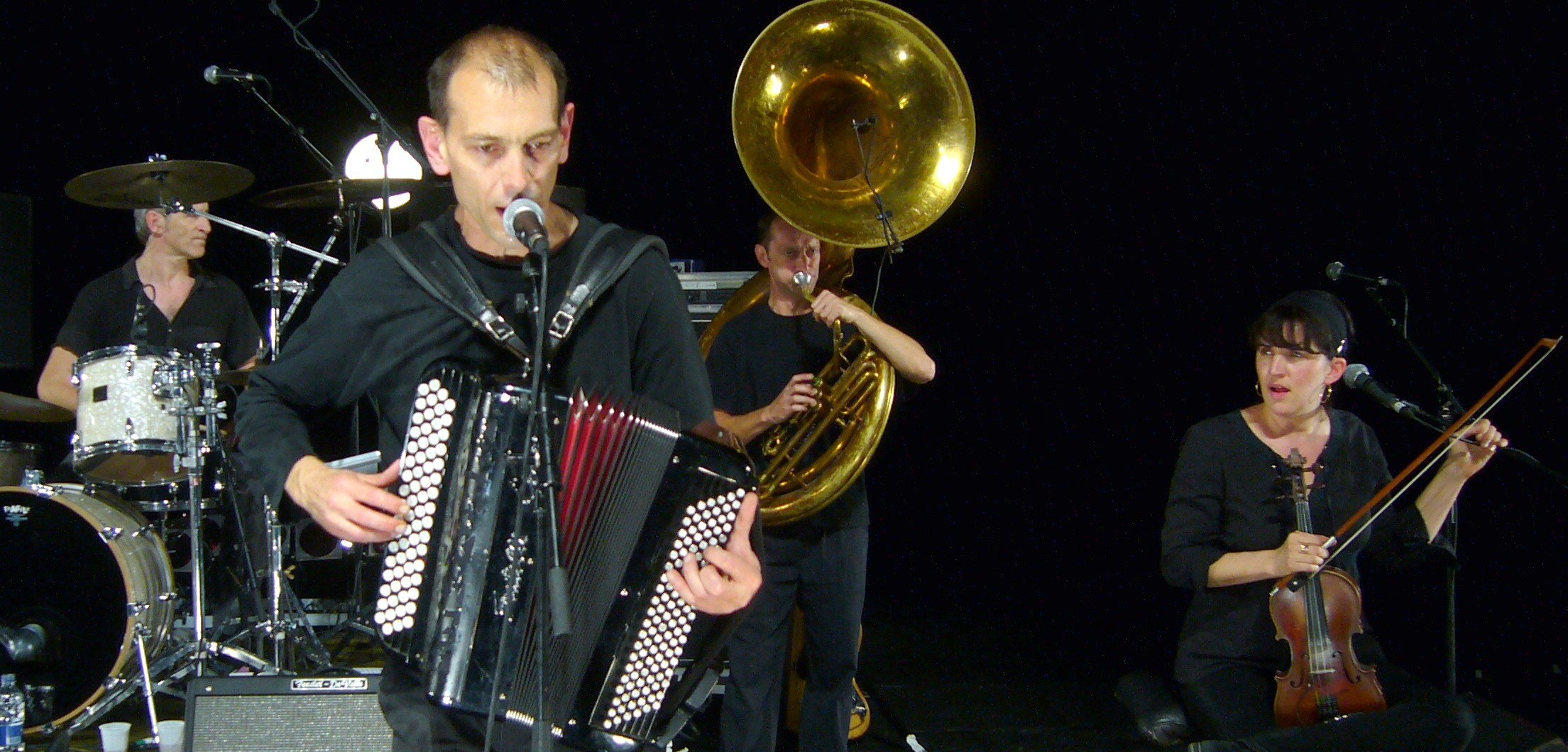
El grupo durante un concierto en Villeparisis el 7 de octubre de 2006

## Historia del grupo
El grupo nació en 1984 a las afueras de París, con el nombre de Red Ted. Jugando con la semejanza fonética, tomó el nombre francés de Têtes Raides en 1987, aunque los primeros discos del conjunto se promocionaron con ambos nombres. Influenciado en sus principios por la escena punk, el grupo trabajó más bien con sonoridades eléctricas. La llegada en el tercer álbum (Les oiseaux) de la violoncelista de formación clásica Anne-Gaëlle Bisquay dio un giro al universo musical del conjunto. 
Desde el inicio, Les Têtes Raides siempre ha tenido un compromiso político. Este quedó patente tras el escrutinio de la primera vuelta de las elecciones presidenciales francesas de 2002 en que el candidato ultraderechista Le Pen alcanzó la segunda vuelta. El grupo se implicó entonces en la movilización Avis de KO social junto con otros artistas, asociaciones, sindicatos y colectivos. Como se expuso en el llamamiento de dicha plataforma, el objetivo era el de «[luchar] por nuestras vidas y por todo aquello que las haga bellas y felices, por la libertad de ir y de instalarnos donde queramos; el derecho a unos ingresos decentes, correspondan o no a un empleo; una vivienda; el acceso a un sistema de salud de calidad para todas y todos; la igualdad efectiva entre mujeres y hombres; un uso inteligente de todos los recursos de nuestro planeta; la visibilidad y los derechos de todos aquellos que solemos llamar «minorías»; la libre circulación del saber, de los avances técnicos o científicos; el Arte; sistemas sociales, políticos, educativos y económicos al servicio de las necesidades y de los deseos de todas y todos».

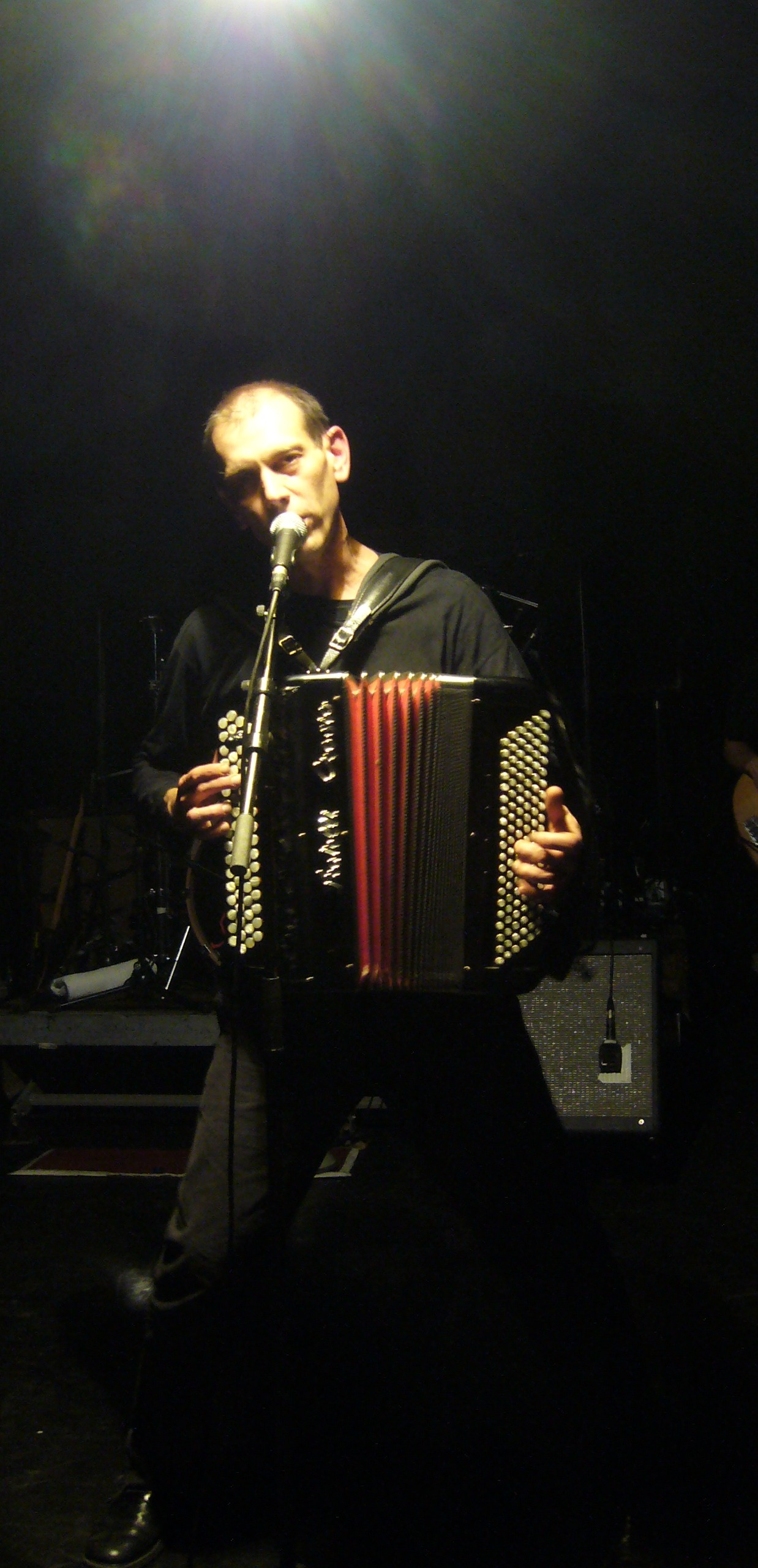
Momento clave de cada concierto: la interpretación del tema «Ginette» en un escenario sumido en la oscuridad en que solo oscila una lámpara incandescente encima del cantante Christian Olivier.

En 2007, al finalizar la gira Fragile, Jean-Luc Millot abandonó Les Têtes Raides y volvió a formar su antiguo grupo, Les parasites. En el álbum Banco (disco que salió a la venta a finales de 2007) así como en su gira promocional, Caroline Geryl sustituyó a Millot a la batería. 
En enero de 2011, salió el álbum L'an demain que contiene el sencillo «Emma», dúo grabado con la emblemática actriz Jeanne Moreau. Al mismo tiempo, el EP Les Artistes se puso a la venta en la página web del grupo.

## Miembros del grupo
- Christian Olivier : canto, acordeón, guitarras, diseño gráfico, saxofón, percusiones.
- Grégoire Simon (alias «Iso») : saxofón, flautas, acordeón, percusiones, canto.
- Anne-Gaëlle Bisquay : violonchelo, violín, contrabajo, bajo, flauta, clarinete, melódica, canto.
- Serge Bégout : guitarras, banjo, saxofón barítono, clarinete, percusiones, trompeta, corneta, piano.
- Pierre Gauthé (alias «Kropol», antiguo miembro de La Mano Negra; integró la banda con el álbum Fragile): trombón, guitarra, trompeta.
- Eric Delbouys (desde 2010): batería.
- Antoine Pozzo de Borgo (desde 2010): bajo, contrabajo.

Antiguos miembros del grupo
- Jean-Luc Millot (alias «Lulu», miembro del grupo hasta 2007): batería, canto, trombón, guitarra.
- Edith Bégout (alias «La p'tite dernière», hermana de Serge, miembro del grupo hasta 2007): tuba, trompeta, trombón, piano, teclados, percusiones.
- Caroline Geryl (miembro del grupo hasta 2007): batería, canto.
- Pascal Olivier (alias «Cali», hermano de Christian, miembro del grupo hasta 2007): bajo, contrabajo, helicón, tuba, flautas, canto.
- Scott Taylor (miembro del grupo hasta 1997) : acordeón, piano, trombón, trompeta.

Músicos colaboradores de Les Têtes Raides en conciertos y álbumes
- Christine Ott (compositora y arreglista francesa): ondas Martenot.
- Yann Tiersen : violín, acordeón.
- Jean Corti (compositor francés, acompañante de Jacques Brel, Georges Brassens, Barbara, entre otros): acordeón.

## Les Chats Pelés
Les Chats Pelés es un colectivo de artistas fundado por Youri Molotov, Benoît Morel et Christian Olivier cuando todavía eran estudiantes en la escuela Estienne (escuela superior de artes e industrias gráficas de París). Ha realizado todas las carátulas de los álbumes de Les Têtes Raides. Dado que Benoît Morel (cantante del grupo La Tordue) ha abandonado el grupo, actualmente el colectivo ya solo se compone de Christian Olivier y Lionel Le Néouanic. 

## Discografía
Álbumes de estudio
- 1988 : C'est quoi ? (45 RPM - 4 temas)
- 1989 : La Galette molle (45 RPM - 3 temas)
- 1989 : Not dead but bien raides
- 1990 : Mange tes morts
- 1992 : Les Oiseaux
- 1993 : Fleur de yeux
- 1996 : Le Bout du toit
- 1998 : Chamboultou
- 2000 : Gratte poil
- 2003 : Qu'est-ce qu'on s'fait chier!
- 2005 : Fragile
- 2007 : Banco - incluye la lectura del texto Nuestra necesidad de consuelo es insaciable de Stig Dagerman.
- 2011 : L'an demain
- 2011 : Les artistes (EP 5 temas)
- 2013 : Corps de mots

Álbumes en directo
- 1997 : Viens!
- 1999 : NON
- 2004 : 28.05.04

Recopilaciones 
- 2000 : Ginette, 10 ans de Têtes Raides
- 2006 : Aïe
- 2008 : 20 ans de Ginette

Colaboraciones 
- 1993 : colaboración en el disco Pour Cuba en beneficio de los hospitales cubanos (1 tema, «Merry Go Round»).
- 1998 : colaboración en el disco Aux suivants en homenaje a Jacques Brel (1 tema, «Les Vieux»).
- 1999 : colaboración en el disco Black session de Yann Tiersen (2 temas en vivo, «La Noyée» y «Ginette»).
- 2001 : colaboración en el disco Les Oiseaux de passage en homenaje a Georges Brassens (1 tema, «Pauvre Martin»).
- 2001 : colaboración en el disco L'Absente de Yann Tiersen (3 temas, «Le Jour d'avant», «La Lettre d'explication» y «L'autre lettre»).
- 2002 : colaboración en el disco C'était ici de Yann Tiersen (2 temas en vivo, «Le Jour d'avant» y «La Noyée II»).
- 2005 : colaboración en el disco Les Animals de Mano Solo (1 tema, «Botzaris»).
- 2005 : colaboración en el disco Tôt ou Tard, dúos con los Fabulous Trobadors y los Bombes 2 Bal (2 temas, «Méfie-Toi» y «A L'Ostal»).
- 2006 : colaboración en el disco Tribute to Arno en homenaje al cantante y actor belga Arno (1 tema, «Elle adore le Noir»).
- 2006 : colaboración en el disco Puzzle (1 tema, «Lotus»).

Videografía 
- 2003 Têtes Raides aux Bouffes du Nord (concierto grabado en 2002)
- 2008 Trash live au Bataclan (concierto grabado en 2006)
- 2013 : Corps de mots (concierto grabado en 2012 en el teatro parisino Bouffes du Nord)